# 暗斑犁頭鰩
暗斑犁頭鰩（學名：Rhinobatos irvinei），又稱暗斑琵琶鱝，為軟骨魚綱犁頭鰩目犁頭鰩科犁頭鰩屬的其中一種，被IUCN列為極危保育類動物，分布於東大西洋摩洛哥至納米比亞海域，深度可達100公尺，體長可達75公分，棲息於沿海海域，為底棲性魚類，肉食性，以甲殼類為主食，卵胎生，生活習性不明。